# わたらせ渓谷鐵道WKT-510形気動車
わたらせ渓谷鐵道WKT-510形気動車（わたらせけいこくてつどうWKT-510がたきどうしゃ）は、2013年（平成25年）、2016年（平成28年）に各1両が製造されたわたらせ渓谷鐵道の気動車である。わたらせ渓谷鐵道開業時から使用されていたわ89-101の代替を目的として製造された。

## 概要
1989年（平成元年）3月にJR足尾線を第三セクターに転換して開業したわたらせ渓谷鐵道が開業に際して投入したわ89-101の老朽化に伴う代替用として製造された両運転台、トイレなし、セミクロスシートの新潟トランシス製気動車である。2013年（平成25年）に1両が製造された。WKT-500形と同様の車体、走行装置をもつが、車内がロングシートからセミクロスシートとなり、WKT-511は外部塗装がWKT-550形にあわせたものに変更されている。

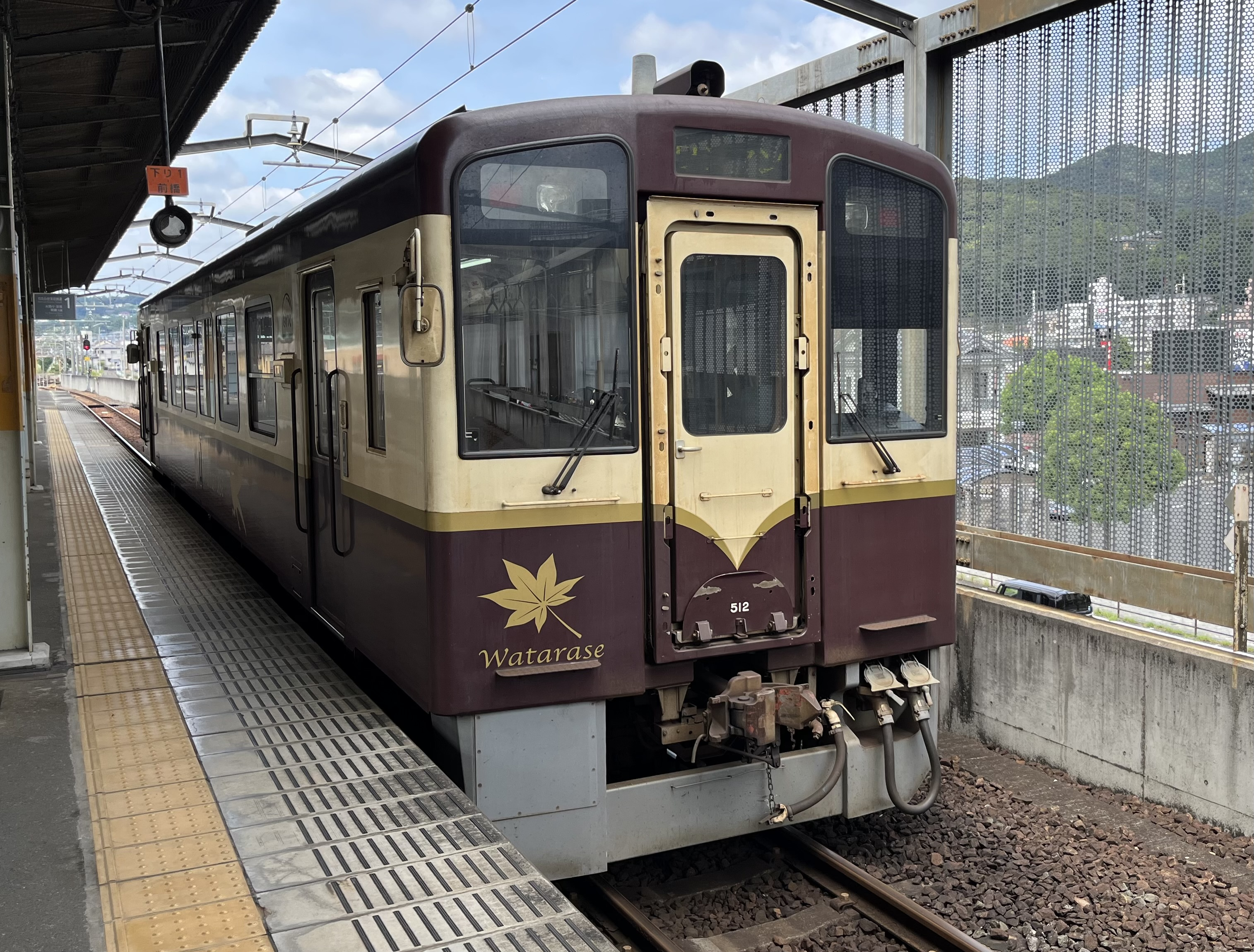
WKT-512
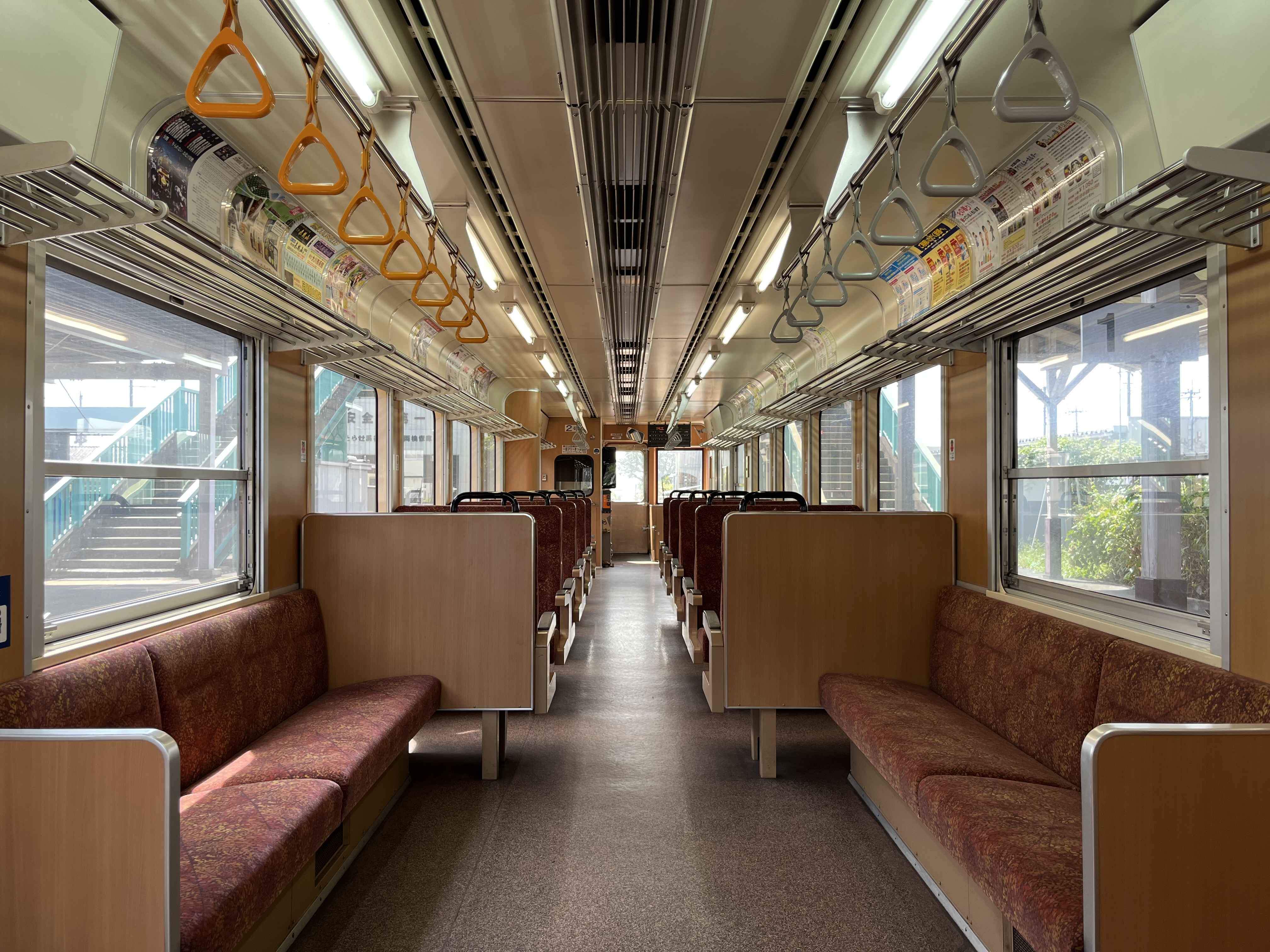
車内
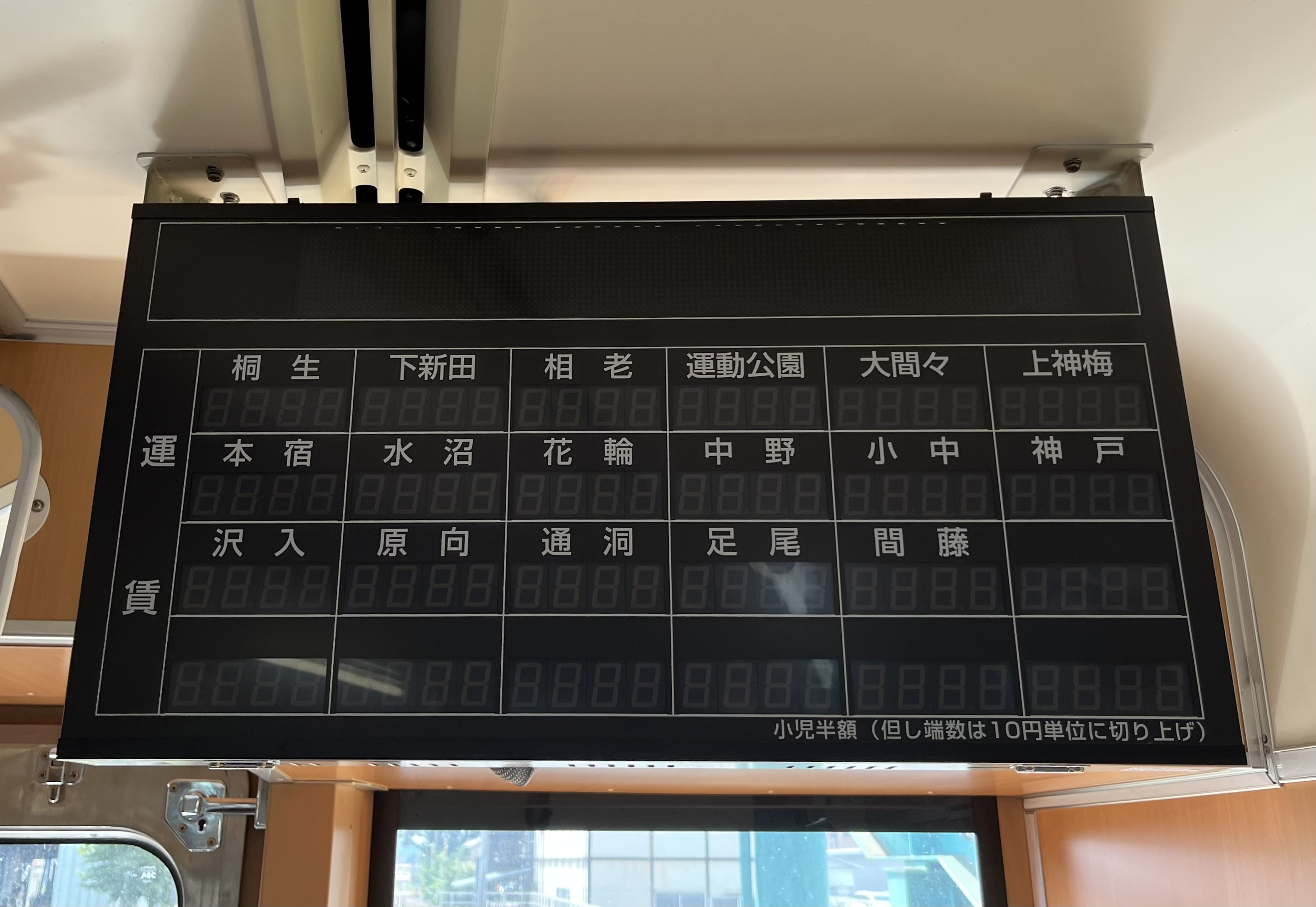
運賃表示器

## 車体
新潟トランシス製の地方交通線用気動車NDCをベースとしたWKT-500形とほぼ同様の車体をもつ。乗務員室は左隅式で、正面に貫通扉が設けられた。ワンマン運転対応設備が設けられ、客用扉は運転室直後に1か所、反対側の小窓1枚を挟んだ車端にもう1か所、乗務員扉は運転席側にのみ設けられた。扉間には1,280 mm幅の窓6組が設置され、両車端の2箇所は2段式で下段上昇、それ以外は固定式、戸袋部に窓は無い。窓はスモーク入りとなり、フリーストップ式のカーテンが設けられた。外部塗装は連結して運転されるWKT-550形と調和がとれたものとされ、従来車と同じ紅銅（べにあかがね）色をベースとし、窓周りが虹をイメージした赤とオレンジに、窓下には金色の帯がまかれたものとなった。WKT-550形とはオレンジと赤の配置が逆転している。
車内はセミクロスシートとなり、車内中央部に4人掛ボックスシート8組が設けられた。床には滑り止めが施工された。間藤寄運転室右側に車椅子スペースが設けられるなど、バリアフリーに対応した設計となっており、ワンマン運転対応機器も設置されている。
運転台は2ハンドル式で、表示設定はタッチパネルで設定する。力行指令は変速機制御装置で変換され、液体変速機およびエンジンに伝達される。

## 走行装置
エンジンは、新潟原動機製DMF13HZディーゼルエンジン（定格出力243 kW / 2,000 rpm）を1基搭載、動力は変速1速、直結3速のTACN33-1606液体変速機を介して台車に伝達される。前位側台車は2軸駆動の動台車NF01KD、後位側は従台車NF01KDで、いずれもボルスタレス空気ばね式である。落ち葉による空転対策のため、砂まき装置を備えている。制動装置は機関排気ブレーキ併用の電気指令式空気ブレーキが採用され、従来車との併結はできない。

## 空調装置
暖房装置はエンジン排熱を利用した温風式である。冷房装置はデンソー製機関直結式の能力18 kW（15,500 kcal/h）AU26 2基が搭載された。

## 車歴
| 車両番号 | 製造       | 愛称     | 絵柄   | 廃車 |
| -------- | ---------- | -------- | ------ | ---- |
| 511      | 2013年3月  | あかがね | うさぎ | -    |
| 512      | 2016年11月 | たかつど | きじ   | -    |

## 運用
WKT-511は4月から11月はWKT-550形と連結してトロッコ列車「トロッコわっしー号」に使用されるが、状況により、WKT-510形単独や、WKT-500形と連結して運用されることもある。2014年（平成26年）5月22日には、WKT-551 - WKT-511- WKT-501の3両編成でお召し列車として運転された。

### 雑誌記事
- 『鉄道ピクトリアル』通巻855号「鉄道車両年鑑2011年版」（2011年10月・電気車研究会）
  - 岸上 明彦「2010年度民鉄車両動向」 pp. 123-154
  - わたらせ渓谷鐵道（株）技術部・運転課 中野 哲「わたらせ渓谷鐵道 WKT-500形」 pp. 156

- 『鉄道ピクトリアル』通巻868号「鉄道車両年鑑2012年版」（2012年10月・電気車研究会）
  - わたらせ渓谷鐵道（株）技術部・運転課 中野 哲「わたらせ渓谷鐵道 WKT-550形」 pp. 127-129

- 『鉄道ピクトリアル』通巻881号「鉄道車両年鑑2013年版」（2013年10月・電気車研究会）
  - 「2012年度のNew Face」 pp. 8-20
  - 岸上 明彦「2012年度民鉄車両動向」 pp. 100-133
  - わたらせ渓谷鐵道（株）技術部・運転課 中野 哲「わたらせ渓谷鐵道 WKT-510形」 pp. 140-141
  - 「民鉄車両諸元表」 pp. 194-195
  - 「各社別新造・改造・廃車一覧」 pp. 217-228
- 『私鉄車両編成表 2017』（2017年7月・交通新聞社）
  - 「わたらせ渓谷鐵道」 pp. 15

### Web資料
- “わっしー号「WKT-551形」につづき新型車両「WKT-511形」を導入します”.   わたらせ渓谷鐵道. 2017年5月16日閲覧。
- “わたらせ渓谷鐵道WKT-511が営業運転を開始”.   railf.jp (2013年4月9日). 2017年5月16日閲覧。
- “わたらせ渓谷鐵道でお召列車運転”.   railf.jp (2014年5月23日). 2017年5月16日閲覧。